# Synopeas fuscus
Synopeas fuscus är en stekelart som beskrevs av Peter Neerup Buhl 1998. Synopeas fuscus ingår i släktet Synopeas och familjen gallmyggesteklar. Inga underarter finns listade i Catalogue of Life.